# Сантуччо, Альберта
Альберта Сантуччо (итал. Alberta Santuccio; род. 22 октября 1994, Катания) — итальянская фехтовальщица на шпагах, призёр международных соревнований.

## Карьера
В марте 2014 года на этапе Кубок мира по фехтованию завоевала бронзовую медаль, которая стала для неё первой международной медалью в карьере.
На Европейских играх 2015 года завоевала бронзовую медаль в командном соревновании на шпагах; итальянки победили в матче за бронзу команду из России.
В 2017 году дебютировала на своём первом взрослом чемпионате мира по фехтованию, на котором во второй секции дошла до 1/16 финала, в которой уступила соотечественнице Росселле Фьяминго.
На летней Олимпиаде 2020 года завоевала бронзовую медаль в командной шпаге.
Летом 2022 года выступала на чемпионате Европы, где завоевала серебряную медаль в командной шпаге. Затем в составе женской команды выступала на чемпионате мира по фехтованию, где завоевала серебряную медаль в командных соревнованиях на шпагах.
Летом 2023 года на чемпионате мира по фехтованию завоевала две серебряные медали, одна из которых была в личном турнире, где она проиграла в финале француженке Мари-Флоранс Кандассами, а вторая в командном турнире, где итальянки проиграли сборной Польши в финале со счётом 32-28.
На чемпионате Европы 2025 года в Генуе в индивидуальных соревнованиях шпажисток завоевала бронзовую медаль. В командных соревнованиях также стала бронзовым призёром. 